# Tamil National Alliance
Die Tamil National Alliance (TNA, Tamil தமிழ்த் தேசியக் கூட்டமைப்பு) ist eine 2001 gebildete politische Allianz der tamilischen Minderheit in Sri Lanka. Sie formierte sich aus den vier Parteien All Ceylon Tamil Congress (ACTC), Tamil United Liberation Front (TULF), Eelam People’s Revolutionary Liberation Front (EPRLF) und Tamil Eelam Liberation Organisation (TELO).
In der Folgezeit kam es zu Differenzen über die Frage des Verhältnisses zu den Liberation Tigers of Tamil Eelam (LTTE, Tamil Tigers). Der damalige TULF-Vorsitzende V. Anandasangaree wollte sich von der LTTE distanzieren, worüber es zum Bruch innerhalb der TULF kam. Die Mehrheit der TULF-Anhänger gründete 2004 die Illankai Tamil Arasu Kachchi (ITAK), eine der konstituierenden Parteien der TULF, neu, die TULF schied aus der TNA aus und an ihre Stelle trat die ITAK.
Die Partei forderte anfänglich das Selbstbestimmungsrecht der Tamilen in einem eigenen Land namens Tamil Eelam. Nach dem Ende des Bürgerkrieges gab sie 2010 das Ziel eines unabhängigen Staates auf und fordert seitdem stattdessen regionale Autonomie. Außerdem fordert die TNA eine unabhängige Untersuchung der Menschenrechtsverbrechen in der Endphase des Bürgerkrieges, von denen ganz überwiegend die tamilische Bevölkerungsgruppe betroffen war.
Im März 2010 verließ der ACTC die TNA aufgrund von Meinungsverschiedenheiten über die Sitzzuteilung bei der kommenden Parlamentswahl.
Verschiedene Politiker dieser Partei wurden vor und während des Bürgerkrieges in Sri Lanka ermordet, darunter drei Mitglieder des Parlaments von Sri Lanka. Joseph Pararajasingham wurde 2005 durch
paramilitärische pro-Regierungsgruppen (TMVP, EPDP) ermordet. K. Sivanesan wurde 2008 in Kilinochchi von einer Mine, welche vermutlich durch die Sri Lanka Army Deep Penetration Unit platziert wurde, getötet. Der dritte Parlamentarier, Nadarajah Raviraj, wurde 2006 in Colombo erschossen. Hinter seinem Tod wird gemäß UTHR die Regierung und der Verteidigungsminister Gotabaya Rajapaksa, der Bruder des damaligen Präsidenten vermutet. Diese wiesen die Beschuldigungen von sich. Ariyanayagam Chandra Nehru, ein Politiker von Amparai, wurde 2005 erschossen. Die TNA und seine Familie beschuldigten die sri-lankische Armee, die Regierung jedoch bestritt diese Tat.
Die TNA war von Anbeginn an durch innere programmatische Differenzen gekennzeichnet. Die ITAK war als demokratische Partei gegründet worden und lehnte politische Gewalt ab, während TELO und PLOTE aus paramilitärischen Kampfverbänden entstanden waren. Im Januar 2024 erklärte die ITAK ihren Austritt aus der Koalition. Am 13. Januar 2024 bildeten TELO, PLOTE, EPRLF, TNP (Tamil National Party) und CFD (Crusaders for Democracy) eine neue Allianz, die Democratic Tamil National Alliance (DTNA).

## Wahlergebnisse
Bei der Wahl im Jahr 2004 konnte die TNA 22 von 225 Sitzen gewinnen und holte 633.654 Stimmen.
Kurz vor den Parlamentswahl 2010 spalteten sich einige Mitglieder von der TNA ab und gründeten eigene Parteien. Jedoch konnte die TNA ihre Sitze im Norden und Osten halten, obwohl die Wahlbeteiligung vergleichsweise niedrig war. Dabei gewann TNA 14 Sitze und war danach die zweitgrößte Oppositionspartei in Sri Lanka. Nach Bildung der Regierung der nationalen Einheit aus UNP und SLFP amtierte ihr Vorsitzender R. Sampanthan von September 2015 bis Dezember 2018 als offizieller Oppositionsführer im Parlament von Sri Lanka.
| Jahr | Wahl                | Stimmen | Prozent | Parlamentssitze | Konstituierende Parteien          |
| ---- | ------------------- | ------- | ------- | --------------- | --------------------------------- |
| 2001 | Parlamentswahl 2001 | 348.164 | 3,88 %  | 15/225          | TULF 7, TELO 4, ACTC 3, EPRLF 1   |
| 2004 | Parlamentswahl 2004 | 633.654 | 6,84 %  | 22/225          |                                   |
| 2010 | Parlamentswahl 2010 | 233.190 | 2,90 %  | 14/225          |                                   |
| 2015 | Parlamentswahl 2015 | 515.963 | 4,62 %  | 16/225          | ITAK 11, TELO 2, PLOTE 2, EPRLF 1 |
| 2020 | Parlamentswahl 2020 | 327.168 | 2,82 %  | 10/225          | ITAK 6, TELO 3, PLOTE 1           |